# 요안니스 라브렌티스
요안니스 라브렌티스(그리스어: Ιωάννης Λαυρέντης)는 그리스의 육상 선수이다. 그는 아테네에서 열린 1896년 하계 올림픽에 참가했다.
라브렌티스는 1896년 3월 12일에 그리스의 아테네에서 열린 1896년 하계 올림픽 국가대표 선발전에서 38명의 선수 중 1위로 결승선을 통과했다. 기록은 3시간 11분 27초였다.
한 달 후에는 첫 올림픽 마라톤에 출전한 17명의 선수 중 한 명이었다. 그는 경기 도중 포기한 7명의 선수 중 하나이기도 하다.